# Bandera de la Federación de Rodesia y Nyasalandia

Bandera de la Federación de Rodesia y Nyasalandia

La bandera de la Federación de Rodesia y Nyasalandia es un pabellón británico modificado. Centrado en el batiente está una reproducción del escudo de armas de la Federación. El sol es el de las armas de Nyasalandia (ahora Malaui); el león rampante es el de las armas de Rodesia del Sur (ahora Zimbabue), y las líneas onduladas blancas y negras proceden de las armas de Rodesia del Norte (ahora Zambia). De esta manera, representa la Federación de las tres Colonias Británicas, que duró desde 1953 hasta el 31 de diciembre de 1963. Esta bandera fue izada junto con la Union Jack (español:Torrotito de Unión) mientras la Federación duró.
- Datos: Q4488240